# Fulminacci
Fulminacci, pseudonimo di Filippo Uttinacci (Roma, 12 settembre 1997), è un cantautore italiano, vincitore della Targa Tenco come miglior Opera Prima e del Premio MEI come miglior giovane dell'anno.

## Biografia

### 2019-2020: Il debutto eLa vita veramente
A inizio gennaio 2019 ha pubblicato i singoli Borghese in borghese e il 15 febbraio La vita veramente, che hanno anticipato l'uscita dell'omonimo album.
Il 9 aprile 2019 ha pubblicato il suo primo album in studio intitolato La vita veramente, prodotto da Federico Nardelli e Giordano Colombo per l'etichetta Maciste Dischi, seguito da un tour nazionale da aprile a dicembre. Il disco viene inserito tra i quindici migliori album italiani del 2019 secondo il quotidiano la Repubblica. Il 1º maggio ha partecipato al concerto di piazza San Giovanni a Roma; a fine maggio ha partecipato al Mi Ami Festival. Nel mese di giugno si è esibito a Bologna al Biografilm Festival.
Il 26 giugno 2019 ha pubblicato il video musicale del brano Resistenza, prendendo poi parte al MIND Festival, al Goa-Boa Festival e al Flowers Festival di Torino, quest'ultimo insieme a La Rappresentante di Lista e Motta. Il 3 settembre è uscito il videoclip di Tommaso e partecipato al Poplar festival insieme a Franco126 e Giorgio Poi.
L'11 ottobre 2019 ha partecipato al programma televisivo Le Iene. A novembre ha pubblicato il singolo Le ruote, i motori!, partecipando al programma televisivo Viva RaiPlay! e a Una storia da cantare, dove si è esibito cantando una cover di Sì, viaggiare di Lucio Battisti. A dicembre 2019 ha vinto il premio Rockol Awards come artista dell'anno. Il 6 dicembre ha pubblicato una riedizione in vinile de La vita veramente, in cui è stato incluso il singolo inedito San Giovanni. Alla fine dell'anno all'Ex Dogana di Roma, si è esibito all'evento organizzato dalla Maciste Dischi in cui partecipano tutti i cantanti dell'etichetta tra cui Canova, Dente, Galeffi, Gazzelle, MOX e Siberia.
A gennaio 2020 nell'ambito dei Top2019 organizzato dal Forum del giornalismo musicale, il suo album viene premiato come miglior opera prima. Il 10 marzo pubblica su YouTube la demo del brano La fine della guerra. Il 1º maggio ha partecipato nuovamente al classico concertone, a causa della pandemia di COVID-19 si è esibito in diretta streaming dal palco della Sala Sinopoli dell'Auditorium Parco della Musica di Roma.

### 2020-2022: Festival di Sanremo 2021 eTante care cose
Il 9 settembre 2020 ha pubblicato Canguro, singolo che ha anticipato il nuovo progetto musicale. Il 4 dicembre ha pubblicato il singolo Un fatto tuo personale. Nello stesso anno, per quest'ultimo singolo, ha ricevuto una candidatura al premio Amnesty come voce per la libertà.
Nel marzo 2021 ha partecipato per la prima volta in gara al 71º Festival di Sanremo nella sezione "Campioni" con il brano Santa Marinella, classificatosi al sedicesimo posto al termine della manifestazione. Il successivo 12 marzo è stato pubblicato il suo secondo album in studio Tante care cose che è stato presentato nel tour estivo 2021 Tante care cose tour, annunciato a fine maggio 2021. Il 10 marzo 2022 il secondo disco è stato ripubblicato con il titolo Tante care cose e altri successi e contiene quattro inediti: Brutte compagnie, Chitarre blu, Sembra quasi e Aglio e olio con Willie Peyote.

### 2023-2024:Infinito +1
L'11 gennaio 2023 ha pubblicato il singolo Tutto inutile, il cui videoclip è stato pubblicato il 18 successivo. Il 23 maggio seguente è stato pubblicato il singolo Simile, prodotto da okgiorgio, mentre tre giorni dopo è stata la volta di Ragù, sempre prodotto da okgiorgio. Il 15 settembre 2023 pubblica il singolo Filippo Leroy, tutti questi singoli fanno parte del suo terzo album in studio Infinito +1; nell'album sono presenti due ospiti, ovvero i Pinguini Tattici Nucleari e Giovanni Truppi. Il 12 gennaio 2024 nell'album è stato incluso anche il singolo +1. Nei mesi antecedenti, ha partecipato ai singoli Intro X del cantante Daniele Silvestri, per poi fare un'altra collaborazione nel suo nuovo album, Disco X, nel singolo L'uomo nello specchio, e Milioni di Gazzelle. Nello stesso anno è stato anche coautore dei brani Ci pensiamo domani di Angelina Mango, Ghetto perfetto di Francesca Michielin e Lato A Lato B di Giuse The Lizia.
Il 9 febbraio 2024, durante la quarta serata dedicata alle cover, ha partecipato come ospite al 74º Festival di Sanremo cantando insieme al cantante in gara Gazzelle il brano Notte prima degli esami. Nel mese di aprile è comparso come ospite nel brano Mai più insieme a Fabri Fibra e Vins, incluso nell'album di Mace, Maya. Il mese successivo invece è comparso come collaboratore nel brano Come prima della cantante Ditonellapiaga, incluso nell'album Flash.

### 2025-presente: Inediti
Il 2 maggio 2025 ha pubblicato il singolo Casomai, dopo essere stato eseguito in anteprima il giorno precedente al concertone a Roma. Il 30 maggio seguente ha pubblicato il singolo Sottocosto, prodotto da Golden Years e contenuto nell'album di quest'ultimo Fuori menù.

## Discografia
- 2019 – La vita veramente
- 2021 – Tante care cose
- 2023 – Infinito +1

## Tournée
- 2021-2022 – Tante care cose tour

## Partecipazioni a manifestazioni canore
- Festival di Sanremo (Rai 1)
  - 2021 – 16º posto sezione "Campioni" con Santa Marinella

## Riconoscimenti
- Premio Amnesty
  - 2021 – Candidatura alla voce per la libertà per Un fatto tuo personale[36]
- Premio MEI
  - 2019 – Premio al miglior giovane dell'anno[4][5]
- Rockol Awards
  - 2019 – Premio all'artista dell'anno[27]
- Targa Tenco
  - 2019 – Premio alla miglior opera prima per La vita veramente[3]